# Christopher Grimley

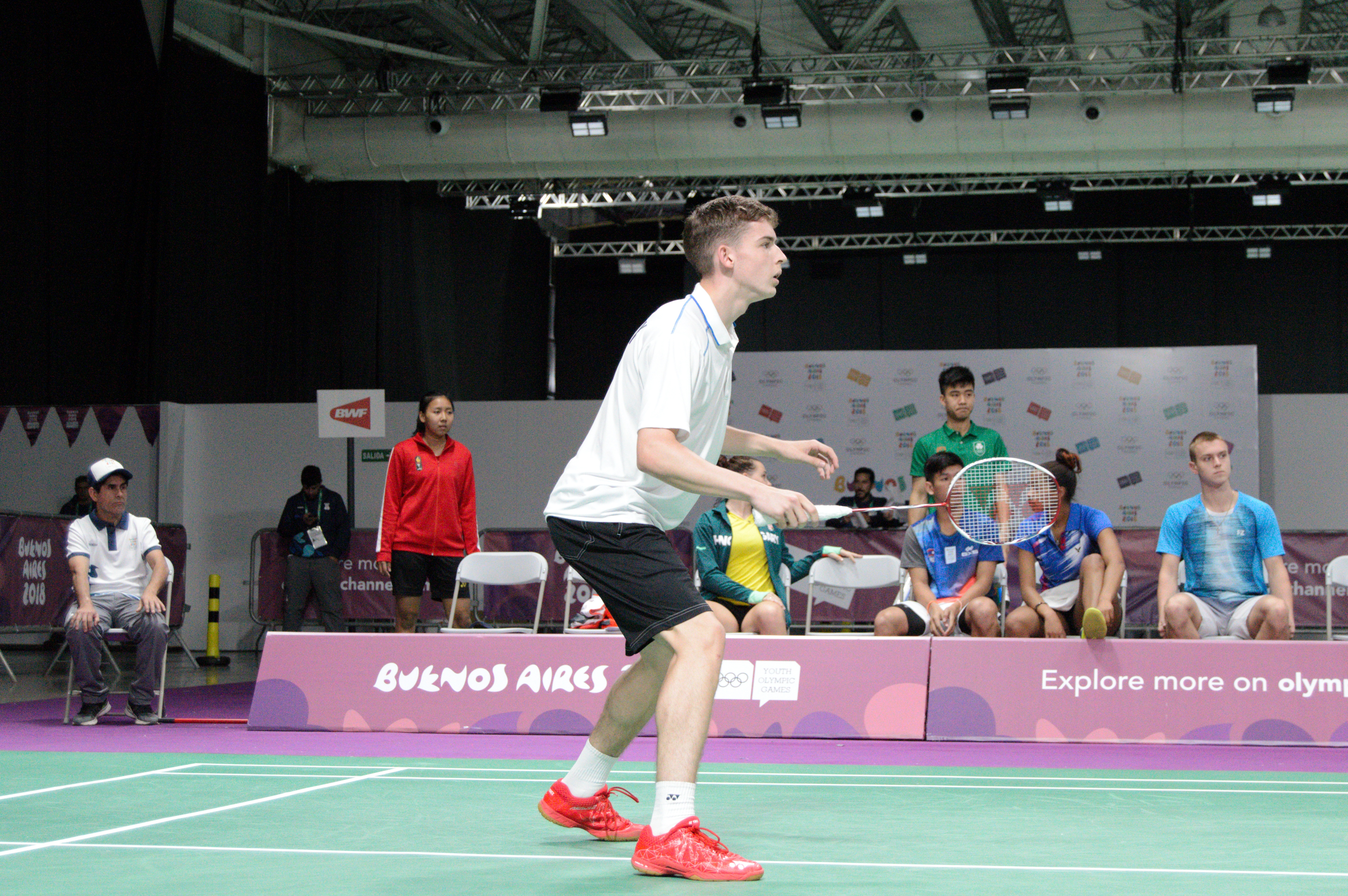
Christopher Grimley bei den Olympischen Jugend-Sommerspielen 2018

Christopher Grimley (* 6. Februar 2000 in Glasgow) ist ein schottischer Badmintonspieler.

## Karriere
Grimley begann gemeinsam mit seinem Zwillingsbruder Matthew mit sechs Jahren Badminton zu spielen. Bei Juniorenturnieren erspielte er von 2015 bis 2018 elf internationale Titel, wodurch er 2018 den BE Junior Circuit im Einzel und im Doppel gewann, und wurde fünffacher Meister bei den schottischen Juniorenmeisterschaften. 2017 kam Grimley in zwei Disziplinen bei den schottischen Meisterschaften auf das Podium. Im Jahr darauf erreichte er mit seinem Bruder das Endspiel der Junioreneuropameisterschaften, in dem sie an den Franzosen Fabien Delrue und William Villeger scheiterten. Außerdem trat er für Großbritannien bei den Olympischen Jugend-Sommerspielen in Buenos Aires an, schied jedoch als Gruppenzweiter in der Vorrunde aus. 2019 wurde Grimley Vizemeister bei den nationalen Titelkämpfen und beendete auch die Portugal International auf dem zweiten Platz. Im folgenden Jahr gewann er zwei weitere Medaillen bei den schottischen Meisterschaften und wurde bei den Portugal International im Herrendoppel erneut Zweiter, während er im Gemischten Doppel an der Seite von Eleanor O’Donnell zum ersten Mal bei einem internationalen Wettkampf der Erwachsenen siegreich war. Zur Saison 2020/21 wechselte er zum Bundesligisten 1. BC Wipperfeld und schloss die Liga auf dem zweiten Platz ab. Mit Matthew wurde Grimley 2021 schottischer Meister und erspielte in seinem Heimatland bei den Scottish Open die Goldmedaille. Im nächsten Jahr erzielte er zwei weitere Platzierungen unter den besten drei bei den nationalen Meisterschaften und gewann mit seinem Verein die 1. Badminton-Bundesliga.

## Sportliche Erfolge
| Jahr | Veranstaltung                          | Platz | Disziplin    | Spielpartner      |
| ---- | -------------------------------------- | ----- | ------------ | ----------------- |
| 2016 | Schottische Juniorenmeisterschaft 2016 | 1.    | Herrendoppel | Matthew Grimley   |
| 2017 | East of Scotland Championships 2017    | 1.    | Herrendoppel | Matthew Grimley   |
| 2017 | Schottische Juniorenmeisterschaft 2017 | 1.    | Herrendoppel | Matthew Grimley   |
| 2017 | Schottische Meisterschaft 2017         | 3.    | Herrendoppel | Matthew Grimley   |
| 2017 | Schottische Meisterschaft 2017         | 3.    | Mixed        | Ciara Torrance    |
| 2018 | Schottische Juniorenmeisterschaft 2018 | 1.    | Herrendoppel | Matthew Grimley   |
| 2018 | Schottische Juniorenmeisterschaft 2018 | 1.    | Mixed        | Ciara Torrance    |
| 2018 | Schottische Juniorenmeisterschaft 2018 | 1.    | Herreneinzel |                   |
| 2018 | Schottische Meisterschaft 2018         | 3.    | Herreneinzel |                   |
| 2019 | Schottische Meisterschaft 2019         | 2.    | Herrendoppel | Matthew Grimley   |
| 2020 | Schottische Meisterschaft 2020         | 2.    | Herrendoppel | Matthew Grimley   |
| 2020 | Schottische Meisterschaft 2020         | 3.    | Mixed        | Eleanor O’Donnell |
| 2021 | Schottische Meisterschaft 2021         | 1.    | Herrendoppel | Matthew Grimley   |
| 2022 | Schottische Meisterschaft 2022         | 2.    | Herrendoppel | Matthew Grimley   |
| 2022 | Schottische Meisterschaft 2022         | 3.    | Mixed        | Eleanor O’Donnell |

| Jahr | Veranstaltung                    | Platz | Disziplin    | Spielpartner      |
| ---- | -------------------------------- | ----- | ------------ | ----------------- |
| 2016 | Estonian Juniors 2016            | 1.    | Herrendoppel | Matthew Grimley   |
| 2016 | Estonian Juniors 2016            | 1.    | Herreneinzel |                   |
| 2016 | Czech Juniors 2016               | 1.    | Mixed        | Ciara Torrance    |
| 2016 | Jugendeuropameisterschaft 2016   | 3.    | Herreneinzel |                   |
| 2017 | Estonian Juniors 2017            | 1.    | Herrendoppel | Matthew Grimley   |
| 2018 | Swedish Juniors 2018             | 1.    | Herrendoppel | Matthew Grimley   |
| 2018 | Swedish Juniors 2018             | 1.    | Herreneinzel |                   |
| 2018 | Hungarian Juniors 2018           | 1.    | Herrendoppel | Matthew Grimley   |
| 2018 | Bulgarian Juniors 2018           | 1.    | Herrendoppel | Matthew Grimley   |
| 2018 | Greece Juniors 2018              | 1.    | Herreneinzel |                   |
| 2018 | Lithuanian Juniors 2018          | 1.    | Herrendoppel | Matthew Grimley   |
| 2018 | Lithuanian Juniors 2018          | 1.    | Herreneinzel |                   |
| 2018 | Junioreneuropameisterschaft 2018 | 2.    | Herrendoppel | Matthew Grimley   |
| 2019 | Portugal International 2019      | 2.    | Herrendoppel | Matthew Grimley   |
| 2020 | Portugal International 2020      | 2.    | Herrendoppel | Matthew Grimley   |
| 2020 | Portugal International 2020      | 1.    | Mixed        | Eleanor O’Donnell |
| 2021 | Bundesliga 2020/21               | 2.    | Mannschaft   | 1. BC Wipperfeld  |
| 2021 | Scottish Open 2021               | 1.    | Herrendoppel | Matthew Grimley   |
| 2022 | Bundesliga 2021/22               | 1.    | Mannschaft   | 1. BC Wipperfeld  |
| 2023 | Welsh International 2023         | 1.    | Herrendoppel | Matthew Grimley   |